# Google Notícias e Clima
Google Notícias e Clima era um aplicativo agregador de notícias desenvolvido pelo Google. Estava disponível nos sistemas operacionais Android e iOS. O aplicativo apresentava uma interface baseada em cartões e era semelhante ao site do Google Notícias para desktop e ao Google Now, que faz uso extensivo de cartões. Indexou mais de 65.000 fontes de notícias e tem 60 edições específicas por país. 
A Notícias e Clima já estava disponível em dispositivos Android há muito tempo, mas foi somente em 26 de agosto de 2014 que foi reformulado e transformado em um aplicativo moderno e lançado na Google Play Store. A atualização trouxe um novo layout, incorporando um design baseado em cartões no estilo do Google Now, com a capacidade de deslizar entre categorias e detalhar para visualizar a mesma história de diferentes fontes. Havia diferentes edições para vários países, e as seções e edições assinadas podiam ser controladas pelo menu Configurações, todas vinculadas à conta do Google do usuário. Um widget de clima opcional na parte superior da visualização principal pode ser configurado para mostrar o clima com base na localização atual ou em uma localização definida manualmente.  
A versão iOS do Google Notícias e Clima foi lançada em 7 de outubro de 2014. 
O aplicativo foi descontinuado em 8 de outubro de 2018. Em 9 de outubro, ele pareceu ter sido reativado e foi descontinuado novamente em 16 de outubro de 2018. Em 8 de maio de 2018, o Google anunciou no Google I/O que estava fundindo o Google Play Banca e o Google Notícias e Clima em um único serviço, chamado Google Notícias (com o aplicativo Google Notícias e Clima sendo descontinuado e o Google Play Banca sendo substituído pelo Google Notícias).